# Zapiski więzienne
Zapiski więzienne – opublikowana pośmiertnie książka autorstwa prymasa Polski Stefana Wyszyńskiego wydana w 1982 r. przez wydawnictwo Éditions du Dialogue.
Książka zawiera w sobie treść pamiętnika Stefana Wyszyńskiego, który pisał podczas przebywania miejscach odosobnienia: Rywałd (25 września 1953 – 12 października 1953), Stoczek Klasztorny (12 października 1953 – 6 października 1954), Prudnik (6 października 1954 – 27 października 1955), Komańcza (27 października 1955 – 26 października 1956). Zapiski z każdego miejsca odosobnienia zostały w książce przedstawione w osobnych rozdziałach.
Książka została przetłumaczona na język angielski, niemiecki, francuski, hiszpański i włoski.
W roku szkolnym 2021/2022 minister edukacji i nauki Przemysław Czarnek ustanowił Zapiski więzienne lekturą szkolną dla liceów i techników.

## Wydania
- Zapiski więzienne. Paris: Éditions du Dialogue, 1982, seria: Kolekcja „Znaki czasu”, nr 42. ISBN 2-85316-035-1. OCLC 239748090. Brak numerów stron w książce
- Zapiski więzienne. Bydgoszcz: Arcanum, 1991. ISBN 83-85069-17-8. OCLC 23264667. Brak numerów stron w książce
- Stacja Prudnik : Zapiski więzienne. Poznań: Stowarzyszenie Lednica 2000, 2000. ISBN 978-83-936412-0-8. OCLC 1150355570. Brak numerów stron w książce
- Zapiski więzienne. Warszawa: Wydawnictwo im. Stefana Kardynała Wyszyńskiego "Soli Deo", 2007. ISBN 83-88202-33-2. OCLC 751059686. Brak numerów stron w książce
- Audiobook: Zapiski więzienne. Częstochowa: Fundacja "Czas to Miłość", 2012. ISBN 978-83-63576-00-4. OCLC 1150515572. Brak numerów stron w książce